# Keetia zanzibarica
Keetia zanzibarica là một loài thực vật có hoa trong họ Thiến thảo. Loài này được (Klotzsch) Bridson mô tả khoa học đầu tiên năm 1986.